# Adesmia multicuspis
Adesmia multicuspis är en ärtväxtart som beskrevs av Dominique Clos. Adesmia multicuspis ingår i släktet Adesmia och familjen ärtväxter. Inga underarter finns listade i Catalogue of Life.